# Levend hoogveen
Levend hoogveen is een natuurdoeltype en komt alleen voor op de hogere zandgronden. De vegetatie bestaat voornamelijk uit grasachtigen, mossen en dwergstruiken. Het natuurdoeltype vergt een waterregime dat loopt van open water tot nat en vergt een ondiepe grondwaterstand. In sommige gevallen komt het grondwater tot aan het maaiveld. De vegetatie wordt voornamelijk gevoed door regenwater en grondwater. Het natuurdoeltype komt voornamelijk voor op het bodemtype initiale rauwveengronden. De bodem is oligotroof en heeft een zure tot matig zure pH-waarde. De aanwezigheid van macrofauna is belangrijk voor het in stand houden van het natuurdoeltype. Om in stand te blijven heeft levend hoogveen een oppervlakte van minstens 0,5 ha nodig. 

## Plantengemeenschappen
Binnen het natuurdoeltype levend hoogveen kunnen meerdere plantengemeenschappen voorkomen. Deze plantengemeenschappen hoeven niet allemaal voor te komen om het natuurdoeltype te bereiken.      
| Nederlandse naam                             | Wetenschappelijke naam                                        |
| -------------------------------------------- | ------------------------------------------------------------- |
| associatie van kleinste egelskop             | Sparganietum minimi                                           |
| galigaan-associatie                          | Cladietum marisci                                             |
| associatie van moerasstruisgras en zompzegge | Carici curtae-Agrostietum caninae                             |
| waterveenmos-associatie                      | Sphagnetum cuspidato-obesi                                    |
| associatie van veenmos en snavelbies         | Sphagno-Rhynchosporetum                                       |
| veenbloembies-associatie                     | Caricetum limosae                                             |
| associatie van draadzegge en veenpluis       | Eriophoro-Caricetum lasiocarpae                               |
| rompgemeenschap met waterveenmos             | RG Sphagnum cuspidatum-[Scheuchzerietea]                      |
| rompgemeenschap met snavelzegge              | RG Carex rostrata-[Scheuchzerietea]                           |
| rompgemeenschap met veenpluis en veenmos     | RG Eriophorum angustifolium-Sphagnum-[Scheuchzerietea]        |
| associatie van gewone dophei en veenmos      | Erico-Sphagnetum magellanici                                  |
| rompgemeenschap met eenarig wollegras        | RG Eriophorum vaginatum-[Oxycocco-Sphagnetea/Scheuchzerietea] |

## Subtypen
Levend hoogveen kan onderverdeeld worden in twee subtypen die overeenkomen met habitattypen uit de habitatrichtlijn. Het subtype hoogveenven komt overeen met het habitattype dystrofe natuurlijke poelen en meren. Het subtype levend hoogveen komt overeen met het habitattype actief hoogveen wanneer het hoogveen niet beschadigd is door menselijke activiteit. Indien er wel schade is aangericht komt het overeen met het habitattype aangetast hoogveen waar natuurlijke regeneratie nog mogelijk is. De subtypen verschillen vooral qua abiotiek van elkaar en dan voornamelijk qua waterhuishouding.  